# Super Aguri F1 Team
Super Aguri F1 Team fue una escudería de Fórmula 1. El equipo fue fundado por el antiguo piloto Aguri Suzuki, el primer japonés en lograr un podio en la máxima categoría del motor (Gran Premio de Japón de 1990), con el apoyo financiero de Honda. Curiosamente, uno de los pilotos de Super Aguri, Takuma Satō, también lo había logrado en el Gran Premio de los Estados Unidos de 2004; además de ser el único piloto que ha logrado puntuar conduciendo un Super Aguri. En mayo de 2008, la escudería japonesa anunció su retirada de la Fórmula 1 por insolvencia económica. Para el Gran Premio de Turquía ya no compitió.

## Historia

### Inicios

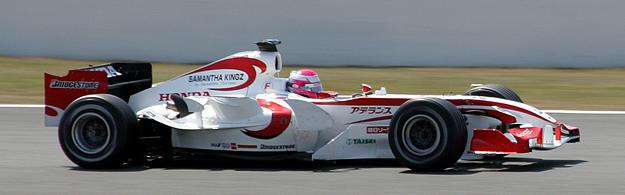
Franck Montagny durante la disputa del Gran Premio de Francia de 2006.

Super Aguri fue fundada a finales del año 2005 por Aguri Suzuki, y se aceptó su entrada en el campeonato mundial de Fórmula 1 a principios de 2006. Los coches (números 22 y 23), pilotados por Takuma Satō y Yuji Ide, usaban motor Honda y neumáticos Bridgestone. El equipo tenía sus fábricas en Tokio, Japón, además de operar desde la antigua fábrica de Arrows en Leafield, Reino Unido. El monoplaza SA05 es el monoplaza que usó el equipo Arrows en el año 2002 (Arrows A23) antes de quebrar a mitad de temporada, que fue modificado para cumplir las normativas de la FIA. Esto fue una medida provisional hasta que fuera presentado el SA06.
Finalmente el SA06 debutó en el Gran Premio de Alemania, básicamente era el SA05 pero con un centro de gravedad más bajo, pontones laterales más redondeados y algún apéndice aerodinámico extra. Los dos Super Aguri, en la gran mayoría de los Grandes Premios de la temporada 2006, ocupaban las dos últimas posiciones de la parrilla. Fue un año complicado, en el que tuvieron que ver pasar hasta a tres pilotos conduciendo su segundo coche (Yuji Ide se quedó sin superlicencia y fue sustituido por Franck Montagny, quien a su vez fue reemplazado por Sakon Yamamoto. Takuma Satō fue fijo). La mejor posición en carrera fue una décima posición de Satō en el último Gran Premio de la temporada, en Brasil.
El equipo estaba respaldado por Honda, a través del cual la compañía japonesa promocionaba la especialidad en Japón con jóvenes promesas para que se fogueen. En realidad, la creación de Super Aguri contaba con el apoyo de Honda principalmente para que Takuma Satō pudiera seguir compitiendo en la F1 tras ser reemplazado por Rubens Barrichello cuando Honda adquirió las acciones del antiguo BAR.

### 2007

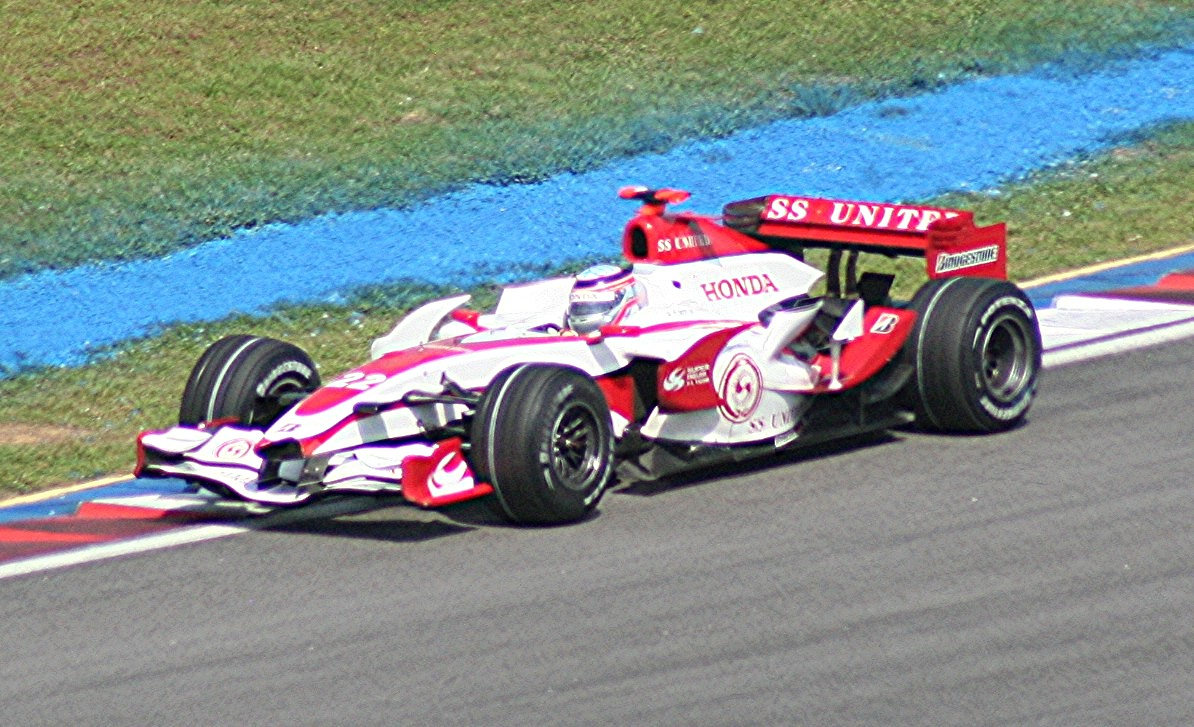
Takuma Satō a los mandos del SA07 durante el Gran Premio de Malasia de 2007.

En 2007, Super Aguri contó con Takuma Satō y Anthony Davidson como pilotos. El equipo consiguió su primer punto del campeonato y de su historia en la carrera del Gran Premio de España de 2007. Este punto fue conseguido por su primer piloto Takuma Satō con el SA07 al quedar octavo, por delante del Renault R27 de Giancarlo Fisichella, pese a que tuvo un problema en la sesión de clasificación que le privó de salir más adelante.
La hazaña continuó posteriormente, ya que en el Gran Premio de Canadá de 2007 el equipo logró 3 puntos más con Takuma Satō, al quedar sexto y darse el privilegio de adelantar a Kimi Räikkönen, a Ralf Schumacher y Fernando Alonso en las vueltas finales. El resultado podría haber sido de escándalo si Sato no hubiera sufrido errores en sus repostajes ni Anthony Davidson hubiera atropellado una marmota (dañando el alerón delantero y viéndose obligado a cambiarlo) cuando iba en tercera posición tras el coche de seguridad. Finalmente, acaban la temporada en 9.ª posición con 4 puntos, por delante de Spyker y McLaren (que fue excluido).

### Llegan los problemas

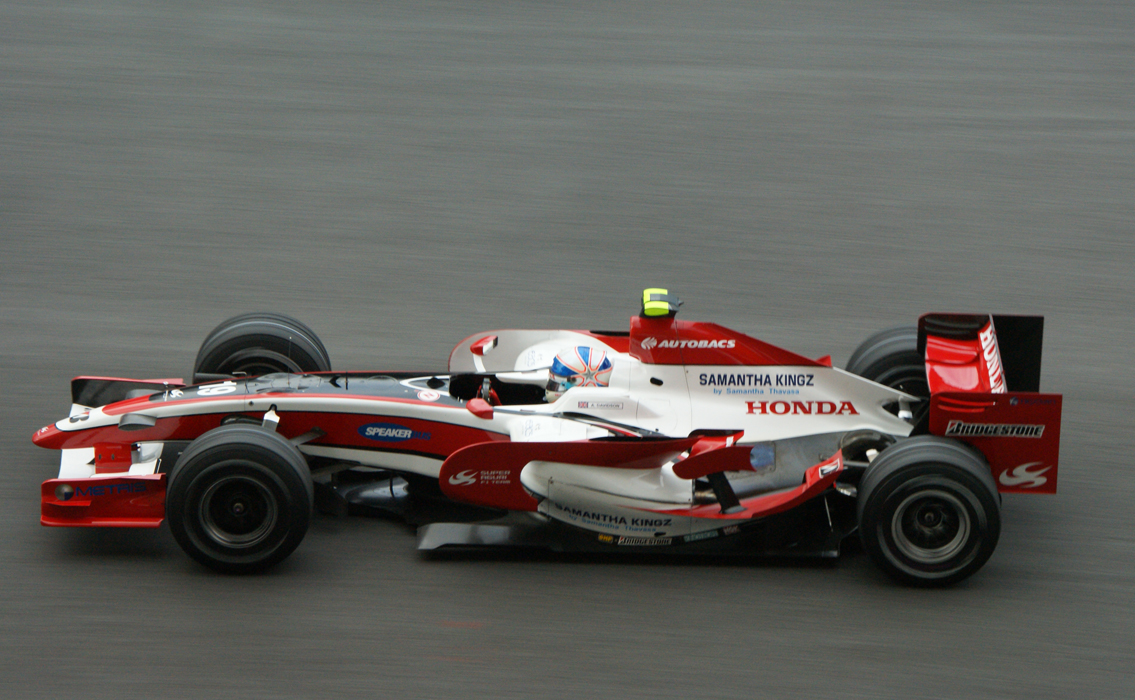
Anthony Davidson en el Gran Premio de Malasia de 2008.

Su participación en la temporada 2008 estuvo en seria duda por problemas económicos (Super Aguri era el equipo más pobre de la Fórmula 1); ya que uno de sus principales patrocinadores, SS United, no cumplió el contrato acordado. La escudería japonesa se perdió casi todos los entrenamientos de la pretemporada, pero finalmente un acuerdo potencial con el grupo inglés Magma les permitió estar en Australia, donde tanto Takuma Satō como Anthony Davidson abandonan, aunque Sato llegó a ir décimo. En Malasia ocupan la 15.ª y 16.ª posición; y en Baréin, la 16.ª y la 17.ª. Antes del Gran Premio de España, Magma anunció que finalmente no comprarían el equipo, con lo que volvían los problemas a la escudería japonesa. Estuvieron en el Circuit de Catalunya gracias a Honda a falta de soluciones. Antes del Gran Premio de Turquía, Bernie Ecclestone (al parecer, aconsejado por Nick Fry) ordenó a las autoridades que no permitieran al equipo entrar en las instalaciones del Circuito de Estambul, puesto que no iba a participar en el Gran Premio. Un nuevo comprador saltaba a la palestra: Weigl Group AG, pero Honda se mostraba escéptica y lo consideraba sólo un remedio a corto plazo. La agonía de la escudería llegaba a un punto crítico, puesto que al no poder entrar en el circuito parecía evidente que no podría competir en el Gran Premio de Turquía y se vislumbraba el final de su aventura en la Fórmula 1.

### Retirada del equipo
Super Aguri, mediante su jefe de equipo Aguri Suzuki, confirmó el martes 6 de mayo de 2008 su retirada del campeonato del mundo de Fórmula 1 por problemas económicos insalvables, tras correr al filo de la navaja casi toda la temporada; y especialmente en el GP de España dos semanas antes. Super Aguri dijo adiós a la F1 tras 2 años y 4 meses en la parrilla y habiendo logrado cuatro puntos teniendo el peor monoplaza y el menor presupuesto de la parrilla.
En mayo de 2009 se especuló con el regreso de la escudería a la competición, pero esta posibilidad fue desmentida.

## Resultados

### Fórmula 1
(Clave) (negrita indica pole position) (cursiva indica vuelta rápida)

| Año     | Chasis    | Motor                | Neu. | N.º | Pilotos          | 1   | 2   | 3   | 4   | 5   | 6   | 7   | 8   | 9   | 10  | 11  | 12  | 13  | 14  | 15  | 16  | 17  | 18  | Puntos | Pos. |
| ------- | --------- | -------------------- | ---- | --- | ---------------- | --- | --- | --- | --- | --- | --- | --- | --- | --- | --- | --- | --- | --- | --- | --- | --- | --- | --- | ------ | ---- |
| 2006    | SA05 SA06 | Honda RA806-E 2.4 V8 | B    |     |                  | BHR | MYS | AUS | SMR | EUR | ESP | MON | GBR | CAN | USA | FRA | GER | HUN | TUR | ITA | CHN | JPN | BRA | 0      | 11.º |
| 2006    | SA05 SA06 | Honda RA806-E 2.4 V8 | B    | 22  | Takuma Satō      | 18  | 14  | 12  | Ret | Ret | 17  | Ret | 17  | 15  | Ret | Ret | Ret | 13  | NC  | 16  | DSQ | 15  | 10  | 0      | 11.º |
| 2006    | SA05 SA06 | Honda RA806-E 2.4 V8 | B    | 23  | Yuji Ide         | Ret | Ret | 13  | Ret |     |     |     |     |     |     |     |     |     |     |     |     |     |     | 0      | 11.º |
| 2006    | SA05 SA06 | Honda RA806-E 2.4 V8 | B    | 23  | Franck Montagny  |     |     |     |     | Ret | Ret | 16  | 18  | Ret | Ret | 16  |     |     |     |     |     |     |     | 0      | 11.º |
| 2006    | SA05 SA06 | Honda RA806-E 2.4 V8 | B    | 23  | Sakon Yamamoto   |     |     |     |     |     |     |     |     |     |     |     | Ret | Ret | Ret | Ret | 16  | 17  | 16  | 0      | 11.º |
| 2007    | SA07      | Honda RA807-E 2.4 V8 | B    |     |                  | AUS | MYS | BHR | ESP | MON | CAN | USA | FRA | GBR | EUR | HUN | TUR | ITA | BEL | JPN | CHN | BRA |     | 4      | 9.º  |
| 2007    | SA07      | Honda RA807-E 2.4 V8 | B    | 22  | Takuma Satō      | 12  | 13  | Ret | 8   | 17  | 6   | Ret | 16  | 14  | Ret | 15  | 18  | 16  | 15  | 15  | 14  | 12  |     | 4      | 9.º  |
| 2007    | SA07      | Honda RA807-E 2.4 V8 | B    | 23  | Anthony Davidson | 16  | 16  | 16  | 11  | 18  | 11  | 11  | Ret | Ret | 12  | Ret | 14  | 14  | 16  | Ret | Ret | 14  |     | 4      | 9.º  |
| 2008    | SA08      | Honda RA808-E 2.4 V8 | B    |     |                  | AUS | MYS | BHR | ESP | TUR | MON | CAN | FRA | GBR | GER | HUN | EUR | BEL | ITA | SIN | JPN | CHN | BRA | 0      | 11.º |
| 2008    | SA08      | Honda RA808-E 2.4 V8 | B    | 18  | Takuma Satō      | Ret | 16  | 17  | 13  | DNP |     |     |     |     |     |     |     |     |     |     |     |     |     | 0      | 11.º |
| 2008    | SA08      | Honda RA808-E 2.4 V8 | B    | 19  | Anthony Davidson | Ret | 15  | 16  | Ret | DNP |     |     |     |     |     |     |     |     |     |     |     |     |     | 0      | 11.º |
| Fuente: |           |                      |      |     |                  |     |     |     |     |     |     |     |     |     |     |     |     |     |     |     |     |     |     |        |      |

## Monoplazas
|                         |
| Super Aguri SA05 (2006) |

|                         |
| Super Aguri SA06 (2006) |

|                         |
| Super Aguri SA07 (2007) |

|                         |
| Super Aguri SA08 (2008) |